# Adam și Eva

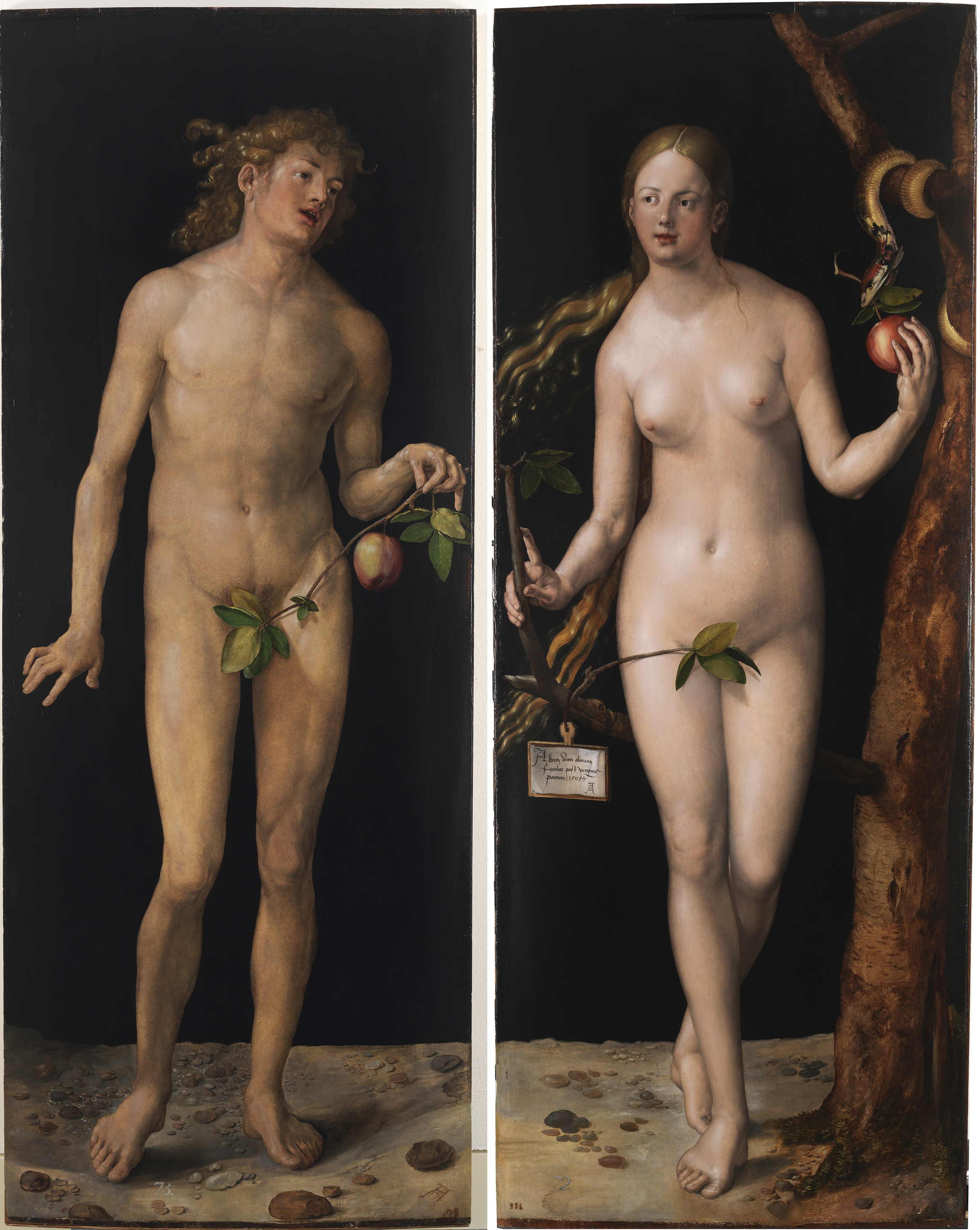
Albrecht Dürer - Adam și Eva

Adam și Eva au fost, conform miturilor religiilor avraamice (iudaismul, creștinismul și islamul) primii oameni și părinții omenirii. 
Facerea lor este descrisă în Biblie, Coran și Tora. În urma păcatului și neascultării lui Dumnezeu, Adam și Eva sunt izgoniți din Grădina Raiului (ebraică Gan Eden).

## Biografia lui Adam
În Biblie scrie de două ori :„Dumnezeu a creat omul și femeia după chipul și asemănarea Sa.” Au existat oameni înaintea lui Adam, ori Adam a avut două soții? Din modul de prezentare biblic reiese ca Adam a fost creat întâi, iar Eva, mai târziu, dintr-o coastă a lui Adam. Această dublă creație a omului, bărbat și femeie, este istorisită în două capitole diferite ale Genezei, fapt ce i-a condus pe unii cercetători să presupună că este vorba de două istorii și două creații diferite. O legendă evreiască din Cabala, povestește că după ce Adam a fost creat din lut, tot din lut a creat Dumnezeu o femeie, ce se numea Lilith. Aceștia se iubeau, până când un conflict a făcut-o pe Lilith să se certe cu Adam, să-l părăsească pe el și Grădina Raiului și să se unească cu diavolul. Mai târziu, probabil că ea a ademenit-o pe Eva (a doua soție a lui Adam) cu fructul interzis, răzbunându-se.
După ce a fost părăsit de Lilith, Adam se simțea singur, iar Dumnezeu l-a adormit, creând o nouă nevastă, pe care o chema Eva.

## Sensul cuvintelor

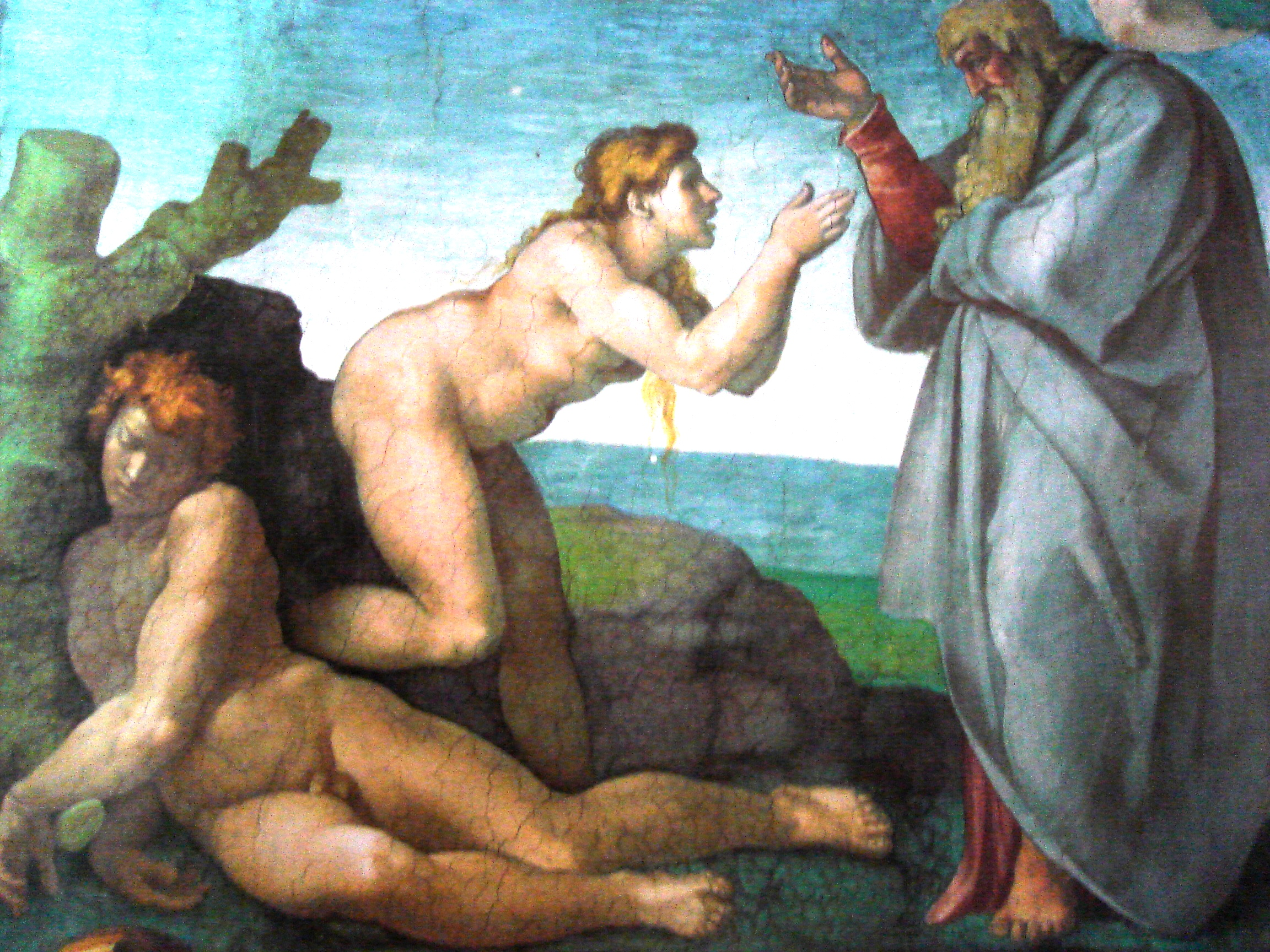
Facerea Evei din coasta lui Adam

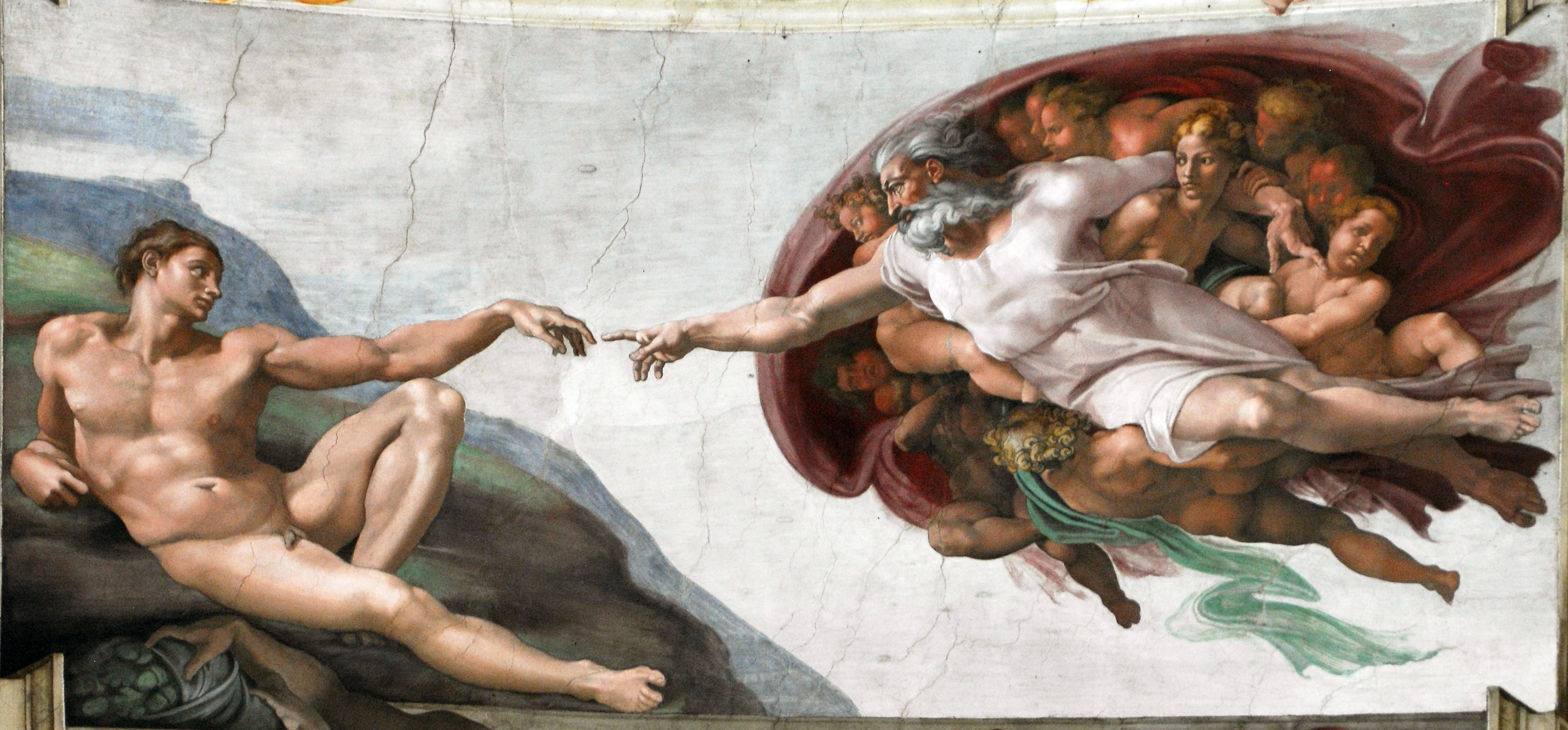
Michelangelo - Facerea lui Adam, Capela Sixtină

Numele de Adam (ebraică אָדָם), așa cum apare în Gen 2, 7 - „Domnul Dumnezeu a plămădit pe om/Adam din țărâna pământului și a suflat în nările lui suflare de viață și s-a făcut omul/Adam ființă vie" - provine, de la „țărână", „pământ" (ebraică adama, אֲדָמָה). Dumnezeu l-a plămădit pe Adam din „adama" deci, „cel pământesc”. Numele de «adam» este folosit în Biblie pentru om în general și ca nume colectiv pentru tot neamul omenesc.
„Adam a chemat numele femeii sale Eva, fiindcă este mama tuturor celor vii" (Gen 3, 20). Numele de Eva, (ebraică חַוָּה Hava), înseamnă „cea vie”, provenind din rădăcina חיה ("a fi viu").

## Valoarea istorică a relatării biblice a creației

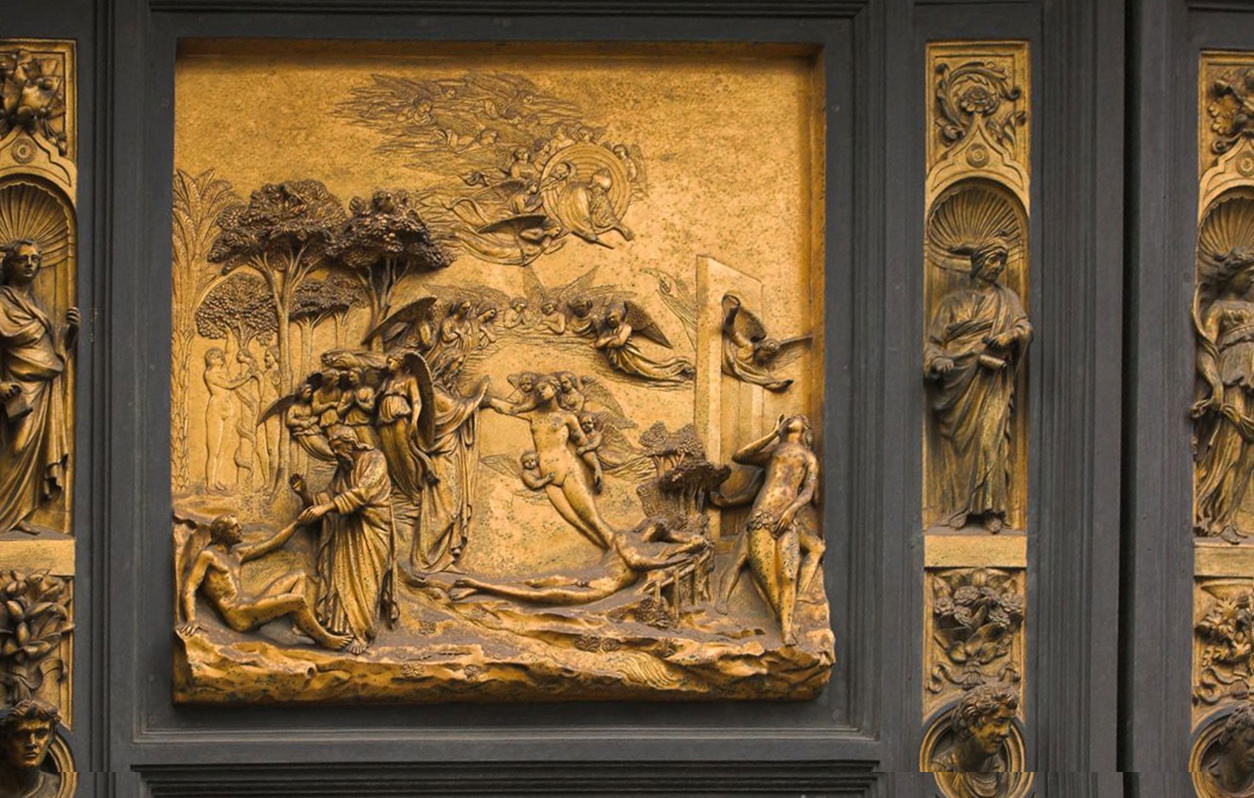
Lorenzo Ghiberti Adam și Eva, Basorelief de bronz aurit, din „Porțile Paradisului” ale Baptisteriului din Florența

Primele 3 capitole din Cartea Genezei au, din punct de vedere analitic-literar, diferite surse și au fost redactate relativ târziu. Totuși, ele sunt plasate la începutul Bibliei, pentru că exprimă, potrivit concepției teologice, adevăruri fundamentale despre lume și om: creația, originea și împlinirea ei în Dumnezeu, omul, drama păcatului și speranța mântuirii. Universitarii privesc această poveste drept unul dintre multele mituri antice ale originii.
Este vorba de mituri, alegorii sau simboluri ale unor adevăruri religioase sau legende. Aceste evenimente mitice sunt: crearea tuturor lucrurilor și a omului de către Dumnezeu și, de asemenea, păcatul omului, care ar fi avut loc la un moment dat în timp, conform mitului.
Mesajul care se desprinde din primele 3 capitole ale Genezei, privește, în primul rând, originea omului și unitatea neamului omenesc. Primul om ar fi fost creat de Dumnezeu, iar întregul neam omenesc s-ar trage dintr-un singur cuplu uman.
De remarcat că în Geneza cap. 1 bărbatul și femeia sunt creați după animale, în timp ce în cap. 2, întâi e creat bărbatul, pe urmă plantele și animalele, iar femeia este creată după animale. Ordinea creației din Geneza cap. 1: plante, animale, oameni (bărbat și femeie). Ordinea creației din Geneza cap. 2: bărbat, animale, femeie.
Biblia afirmă că Adam și Eva au fost creați bărbat și femeie, după modelul diferențelor sexuale dintre elohimi.
Într-un documentar al BBC dr. Francesca Stavrakopoulou, fostă lector principal la Universitatea din Exeter, actualmente profesor universitar deplin, specializată în studii biblice ebraice considera că Adam îl reprezintă pe regele iudeu Zedechia a cărui decizie de neplată a tributului către Nabucodonosor al II-lea a dus la distrugerea Templului lui Solomon de la Ierusalim de către armata babiloniană. Astfel, templul era de fapt grădina Edenului, iar regele a fost alungat din această grădină. Șarpele reprezintă cultul șarpelui din acest templu, iudeii închinându-se la șarpele Nehuștan până la atacul babilonian, acest cult sfârșind odată cu distrugerea templului. Înainte de acest eveniment, Biblia nu descrie șarpele ca simbol negativ.

## Păcatul strămoșesc

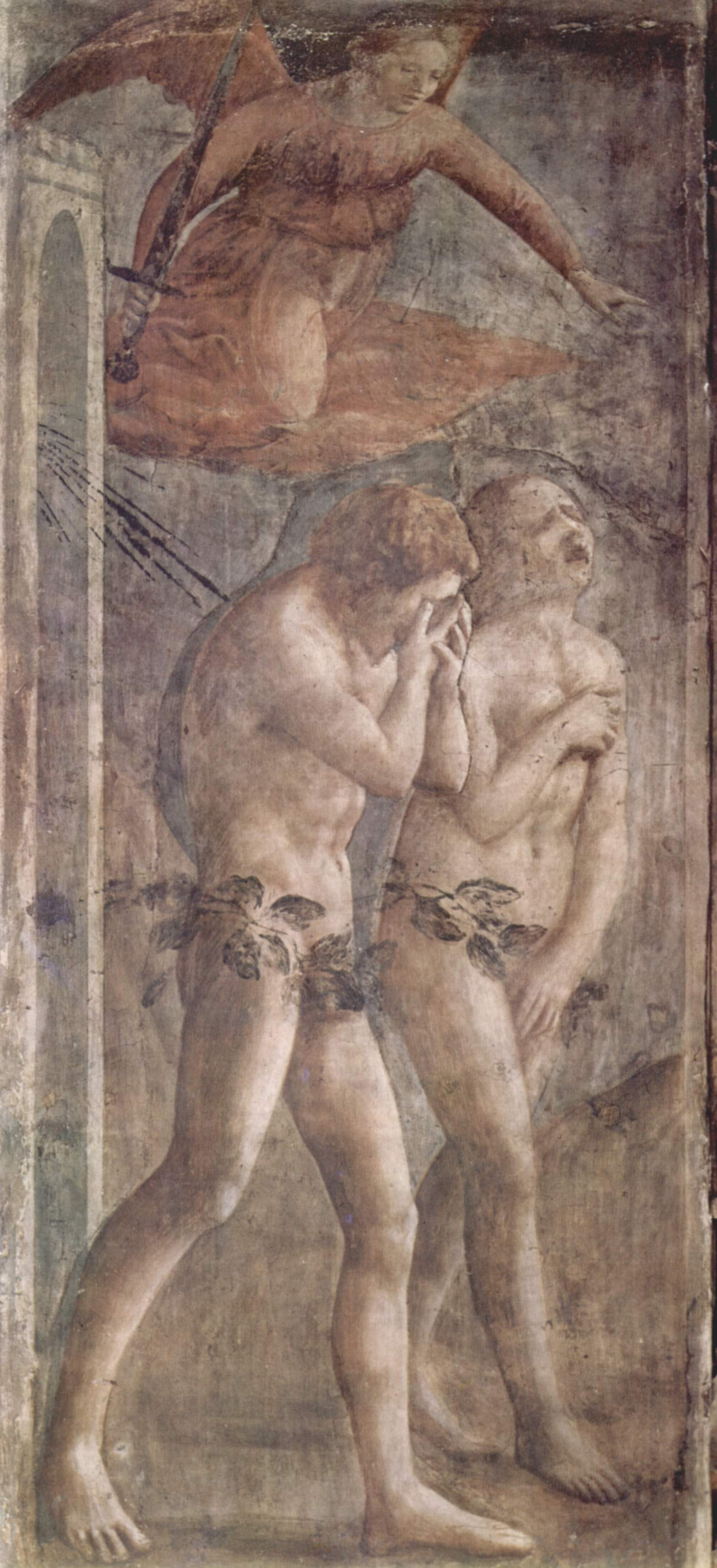
Masaccio - Izgonirea din Eden - Capella Brancacci, Florența

Adam și Eva (protopărinții) au păcătuit în paradis, încălcând porunca Divină. Narațiunea biblică privind păcatul protopărinților este cuprinsă în Gn 2, 17 și 3, 1 și urm. Ideile care se desprind de aici sunt: 
- Dumnezeu i-a dat primului om o poruncă, pentru a-i pune la încercare obediența;
- Eva a încălcat porunca, lăsându-se ispitită de șarpe și i-a dat să mănânce din fructul oprit și lui Adam;
- Adam și Eva au fost excluși din Rai, din starea originară de nevinovăție.

Ca încadrare morală, primul păcat a fost unul de neascultare, săvârșit din trufie (cf. Tob 4, 14: „din mândrie izvorăște pieire“; Sir 10, 15: „Începutul păcatului este trufia“). Textul biblic nu menționează o greșeală sexuală (de ex., porunca de a se înmulți, Gn 1, 28 și ideea că bărbatul va fi un singur trup cu femeia, Gn 2, 24, apar înainte de păcat).
Urmările păcatului strămoșesc sunt pierderea harului sfințitor și atragerea asupra lor a mâniei lui Dumnezeu. Conform teologiei creștine, Adam și Eva au ajuns pradă domniei diavolului, spre deosebire de iudaism, care nu acordă mare pondere sfințitor și diavolului. 
Apoi, păcatul lui Adam a trecut asupra tuturor urmașilor lui, asupra tuturor oamenilor, nu prin imitare, ci în mod ereditar.
Rămâne echivocă problema fructului „pomului cunoașterii binelui și răului", care nu a fost specificat în Biblie. În contradicție cu varianta mărului, acceptată unanim în creștinismul european, este mai plauzibil că Adam și Eva nu au mâncat un măr - atunci nu creșteau mere în Orient - ci alt fruct, posibil smochine (Adam și Eva și-au înfășurat «rușinea» în frunze de smochin). Mărul a rămas totuși, fructul preferat în artă și în mentalitatea ubicuitară, cu aluzii la păcatul trupesc: 
„...Iar ale Evei fiice dau buzna în livadă
din merele oprite să facă marmeladă” (Topîrceanu)
Conform lui Leibniz, anticii numeau păcatul lui Adam drept felix culpa, adică o greșeală din care a izvorât actul cel mai nobil cu putință, sacrificiul lui Isus Hristos. El argumentează acest punct de vedere citând tezele Sfântului Augustin, care sublinia în repetate rânduri că Dumnezeu a permis răul doar pentru a produce un bine cât mai mare și ale Sfântului Toma, care arăta că permiterea răului lucrează spre binele universului.
Iudaismul mainstream și islamul nu recunosc conceptul de păcat originar.

## Hristos, Noul Adam
Conform catehismului bisericilor creștine, Iisus Hristos este „Noul Adam", inaugurând noua creație: "Primul om ieșit din pământ este pământesc, însă cel de-al doilea om vine din cer" (1 Cor 15, 47). „Noua naștere" inaugurată de Hristos este viața dumnezeiască dată celor care cred în Hristos. La Botezul lui Iisus, „s-au deschis cerurile" (Mt 3, 16), pe care le închisese păcatul lui Adam.

## Istoria textului
Istoria Primară formează capitolele de la începutul Torei, cele cinci cărți care discută despre istoria și originile poporului Israel. Aceasta a primit ceva similar cu forma ei actuală în secolul V î.Hr., dar Geneza 1-11 prezintă prea puține legături cu restul Bibliei: de exemplu, numele personajelor sale și geografia sa - Adam (om) și Eva (viață), Țara lui Nod („Plimbare”) ș.a.m.d. - sunt simbolice mai degrabă decât reale, și aproape niciunul din persoanele, locurile și poveștile menționate acolo nu apar în alte părți. Aceasta a făcut ca cercetătorii să presupună că Istoria Primară este o compunere târzie care a fost atașată la Geneză și la Pentateuh pentru a servi drept introducere. Cât de târzie era este subiect de dezbateri: la o extremă sunt cei care o văd drept produs al perioadei elenistice, caz în care nu poate fi mai recentă decât primele decenii ale secolului IV î.Hr.; iar la cealaltă sursă iahvistă a fost datată de unii cercetători, în mod notabil de John Van Seters, la perioada exilică pre-persană (secolul VI î.Hr.) tocmai din cauză că Istoria Primară conține atât de multe influențe babiloniene sub formă de mituri. Istoria Primară se bazează pe două „surse” distincte, sursa preoțească și ceea ce este uneori numită „ne-preoțească”; cu privire la Adam și Eva din Cartea Genezei termenii „ne-preoțească” și „iahvistă” pot fi priviți drept sinonime.

## Istoricitate

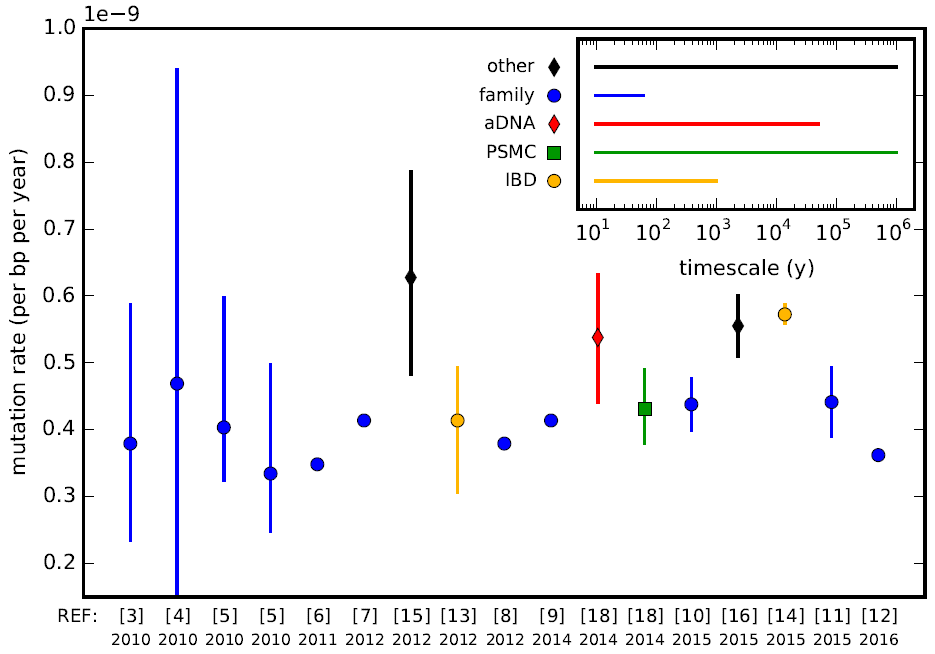
Estimate raportate recent ale ratei mutațiilor pe întreg genomul, la om. Rata mutațiilor de transmitere a liniei de germeni la om este de aproximativ 0.5×10^{−9} pe pereche de baze pe an.

Povestea lui Adam și a Evei este literalism biblic, fiind în conflict cu concluziile științei moderne. Cea mai notabilă este contradicția bazată pe evoluția oamenilor de la o specie mai primitivă, hominizii.  Este de asemenea în conflict cu înțelegerile geneticii umane. Dacă toți oamenii ar fi descendenții a două persoane de acum câteva mii de ani, ar trebui ca rata mutațiilor în prezent să fie foarte ridicată..
Numele de Adam și Eva sunt folosite metaforic într-un context științific pentru a descrie cei mai recenți strămoși comuni Adam cu cromozomul Y și Eva mitocondrială. Aceștia nu au trăit în același loc și nu există niciun motiv pentru care să se creadă ca au trăit în aceeași perioadă, sau că s-au întâlnit și au format un cuplu. Un studiu recent a estimat faptul că Adam cu cromozomul Y a trăit în urmă cu 120 - 156 de mii de ani și Eva mitocondrială în urmă cu 99 - 148 de mii de ani.